# L'Enfant venu d'ailleurs
L'Enfant venu d'ailleurs (Chocky) est une série télévisée jeunesse dramatique britannique en 18 épisodes de 30 minutes, écrite par Anthony Read, produite par Thames Television, basée sur le roman de John Wyndham de 1968 Chocky, et diffusée du 9 janvier 1984 au 16 octobre 1986 sur ITV.
Au Québec, la série a été diffusée à partir du 20 septembre 1986 à la Télévision de Radio-Canada et rediffusée à partir du 9 décembre 1992 sur Canal Famille.
La série fut également diffusée avec succès en Tchécoslovaquie - deux doublages furent enregistrés (un en langue tchèque et l'autre en slovaque).

## Synopsis

### Première série
Matthew Gore est un petit garçon britannique intelligent et coulant une vie normale avec sa famille adoptive. Un jour, il se met à entendre des voix dans sa tête lui suggérant diverses solutions aux problèmes l'entourant, allant parfois des devoirs scolaires à de complexes problèmes scientifiques. En réalité, il a reçu la visite mentale d'une entité extra-terrestre nommée Chocky. Comme son travail scolaire et son talent artistique semblent s'améliorer de façon spectaculaire, il éveille bientôt les soupçons d’obscurs groupes puissants désireux de s'approprier la connaissance fabuleuse dont il est maintenant en possession.

### Deuxième série
Une année s'est écoulée depuis que Matthieu a dit au revoir à son ami des étoiles, et pendant les vacances d'été, il rencontre Albertine, un petit prodige des mathématiques, avec qui il découvre qu'il peut communiquer par télépathie. Un jour, Chocky revient pour l'avertir qu'ils sont tous deux en danger. Mais au moment de prévenir Albertine, elle disparaît mystérieusement. Matthieu tentera par tous les moyens de la retrouver.

### Troisième série
Chocky, un être invisible d'un autre monde, est entré dans la vie de Matthieu il y a quelques années. Sa connaissance très avancée suscita beaucoup d'intérêt de la part de l'armée, et ceux-ci sont prêts à prendre des mesures radicales si elles n'obtiennent pas ce qu'ils veulent. Cette fois, Chocky promet d'apprendre aux enfants à construire une pyramide d'énergie cosmique. Une prestigieuse université engage Albertine afin de réaliser ce projet. Au passage Chocky recrutera d'autres enfants surdoués afin de les aider dans cette entreprise. Mais des espions épient leur projet afin de s'en emparer.

## Distribution
- Andrew Ellams (VF : Odile Schmitt) : Matthew Gore
- James Hazeldine (en) : David Gore
- Carol Drinkwater : Mary Gore
- Zoë Hart : Polly Gore
- Anabel Worrell (VF : Séverine Morisot) : Albertine Meyer
- Prentis Hancock : Arnold Meyer
- Glynis Brooks : Voix de Chocky

## Adaptation au cinéma
Steven Spielberg a acquis les droits en septembre 2008 et serait intéressé à en réaliser une version cinéma.